# Ren Qian
Pour les articles homonymes, voir Ren.
Ren Qian est une plongeuse chinoise née le 20 février 2001. Elle a remporté la médaille d'or du haut-vol à 10 m aux Jeux olympiques d'été de 2016 à Rio de Janeiro.